# Liste deutscher Bezeichnungen nordamerikanischer Orte
In dieser Liste werden nordamerikanischen Orten und geografischen Eigennamen deren deutsche Bezeichnungen vorangestellt.

## A
- Alaskakette: Alaska Range
- Aleutenkette: Aleutian Range
- Alexanderarchipel: Alexander Archipelago
- Amerikanische Jungferninseln: U.S. Virgin Islands
- Amadjuaksee: Amadjuak Lake
- Amundsengolf[1]: Amundsen Gulf
- Appalachen: Appalachian Mountains und Appalaches
- Athabaska[2]: Athabasca River
- Athabaskasee: Lake Athabasca
- Axel-Heiberg-Insel: Axel Heiberg Island.

## B
- Baffinbai: Baffin Bay
- Baffininsel: Baffin Island
- Banksinsel: Banks Island
- Barrowstraße: Barrow Strait
- Beaufortsee: Beaufort Sea oder Mer de Beaufort
- Belcherinseln: Belcher Islands
- Belcher-Kanal: Belcher Channel
- Beringstraße: Bering Strait
- Bitterrootkette: Bitterroot Range
- Blaue Berge[2]: Blue Mountains (Oregon)
- Bristolbai[1]: Bristol Bay
- Britisch-Kolumbien: British Columbia und Colombie-Britannique
- Brookskette: Brooks Range

## C
- Cabotstraße: Cabot Street.
- Chamisso-Insel: Chamisso Island
- Chikago: Chicago
- Cumberlandsund[3]: Cumberland Sound

## D
- Davisstraße: Davis Street
- Deutschenstädtel: Germantown (Philadelphia)
- Devoninsel[1]: Devon Island
- Diomedes-Inseln: Diomede Islands
- Dubawntsee: Dubawnt Lake

## E
- Ellesmere-Insel: Ellesmere Island
- Eriesee: Lake Erie, Lac Érié

## F
- Felsengebirge[2]: Rocky Mountains
- Fort-Peck-Stausee: Fort Peck Lake
- Foxebecken[3]: Foxe Basin
- Foxe-Halbinsel[3]: Foxe Peninsula
- Friedensfluss[4]: Peace River
- Friedrichsburg: Fredricksburg (Texas)
- Frobisher-Bucht: Frobisher Bay
- Fürst-von-Wales-Insel: Prince of Wales Island

## G
- Garry-See[4][3]: Garry Lake
- Georgsbucht: Georgian Bay
- Gilawüste[2]: Gila Desert
- Große Seen: Great Lakes
- Großer Bärensee: Great Bear Lake
- Großer Salzsee: Great Salt Lake
- Großer Sklavensee: Great Slave Lake
- Großes Becken: Great Basin
- Golf von Alaska: Gulf of Alaska
- Golf von Boothia: Gulf of Boothia
- Golf von Kalifornien: Gulf of California

## H
- Hans-Insel: Hans Island und Hans Ø.
- Hooverdamm: Hoover Dam
- Hudson-Bucht: Hudson Bay
- Hudsonstraße: Hudson Street
- Humboldtfluss: Humboldt River
- Humboldtgebirge: Humboldt Mountains
- Humboldtsee: Humboldt Lake

## J
- Jamesbucht: James Bay
- Juan-de-Fuca-Straße: Strait of Juan de Fuca

## K
- Kaimaninseln: Cayman Islands
- Kalifornien: California
- Kalifornisches Küstengebirge: California Coast Ranges
- Kanada: Canada
- Kap Barrow[2]: Point Barrow
- Kap Kabeljau: Cape Cod
- Kap Krusenstern: Cape Krusenstern
- Kap Mendocino: Cape Mendocino
- Kaskadenkette: Cascade Range
- Kaskaden-Vulkane: Cascade Volcanoes
- Klarwasser-See: Lac à l’Eau Claire (Lac Wiyâshâkimî)
- Kleiner Sklavensee:  Lesser Slave Lake
- Königin-Charlotte-Inseln[3]: Queen Charlotte Islands
- König-Christian-Insel: King Christian Island
- Königin-Elisabeth-Inseln: Queen Elizabeth Islands
- Königin-Maud-Golf: Queen Maud Gulf
- Kotzebue-Sund: Kotzebue Sound
- Kuskokwimberge[3]: Kuskokwim Mountains
- Küstengebirge: Coast Mountains
- Küstenkette[3]: Oregon Coast Range

## L
- Laurentinische Berge: Laurentides

## M
- Mackenzie: Mackenzie River
- Mackenziegebirge: Mackenzie Mountains.
- Manitobasee: Lake Manitoba
- Melvillesund: Melville Sound
- Mexiko: Mexico und Méjico
- Mexiko-Stadt: Ciudad de México
- Michigansee: Lake Michigan
- Minto-See[3]: Lac Minto
- Mistassinisee: Lake Mistassini
- Mojave-Wüste: Mojave Desert

## N
- Nacimientogebirge: Sierra Nacimiento
- Neu Braunfels: New Braunfels
- Neubraunschweig: New Brunswick und Nouveau-Brunswick
- Neuengland: New England
- Neufundland: Newfoundland und Terre-Neuve
- Neuhampshire: New Hampshire
- Neujersey: New Jersey
- Neumexiko: New Mexico
- Neuorleans: New Orleans
- Neuschottland: Nova Scotia und Nouvelle-Écosse
- Neuyork: New York
- Niederkalifornien: Baja California
- Nikaragua: Nicaragua
- Nipigonsee: Lake Nipigon
- Norddakota: North Dakota
- Nordkarolina: North Carolina
- Nord Platte[4]: North Platte River
- Nord Saskatchewan[2]: North Saskatchewan River
- Nordwest-Territorien: Northwest Territories und  Territoires du Nord-Ouest
- Nortonsund: Norton Sound
- Nueltinsee: Nueltin Lake
- Nunavut-Territorium: Nunavut

## O
- Oberer See: Lake Superior und Lac Supérieur
- Ontariosee: Lake Ontario und Lac Ontario
- Ottawa-Inseln: Ottawa Islands
- Ozarkbergland: Ozark Mountains

## P
- Pennsylvanien: Pennsylvania
- Porto Riko: Puerto Rico
- Powell-Stausee: Lake Powell
- Prinz-Albert-Sund: Prince Albert Sound
- Prinz-Charles-Insel[3]: Prince Charles Island
- Prinz-Eduard-Insel:  Prince Edward Island und Île-du-Prince-Édouard
- Prinz-Patrick-Insel: Prince Patrick Island
- Prinz-William-Sund[3]: Prince William Sound

## R
- Rentiersee[3]: Reindeer Lake
- Rio Grande: Río Grande und Río Bravo del Norte

## S
- Sakakawea-Stausee: Lake Sakakawea
- Salzseestadt[4]: Salt Lake City
- San Franzisko, Sankt Franziskus: San Francisco
- Sankt-Eliasberge: Saint Elias Range
- Sankt-Lorenz-Insel: St. Lawrence Island
- Sankt-Lorenz-Strom: Saint Lawrence River und Fleuve Saint Laurent
- Sankt-Matthäus-Insel[3]: St. Matthew Island
- Schlangenfluss[2]: Snake River
- Seeprovinzen: Maritime provinces, Canadian Maritimes und provinces maritimes
- Seward-Halbinsel: Seward Peninsula
- Sklavenfluss[3]: Slave River
- Süddakota: South Dakota
- Südlicher Indianersee: Southern Indian Lake
- Südkarolina, Südkarolinien: South Carolina
- Süd Saskatchewan[4]: South Saskatchewan River
- Sverdrup-Inseln: Sverdrup Islands

## T
- Tal des Todes: Death Valley

## U
- Ungava-Bai[2]: Ungava Bay
- Ungava-Halbinsel: Ungava Peninsula

## V
- Vereinigte Staaten: United States of America
- Victoria-Insel: Victoria Island; Kiilliniq
- Viscount-Melville-Sund: Viscount Melville Sound
- Virginien: Virginia

## W
- Wälder-See[2]: Lake of the Woods

- Wasatchkette: Wasatch Range
- Westvirginien: West Virginia
- Winnipegsee: Lake Winnipeg
- Winnipegosissee: Lake Winnipegosis
- Wollastonsee[4][3]: Wollaston Lake